# Раєво (Калузька область)
Раєво (рос. Раево) — присілок в Ізносковському районі Калузької області Російської Федерації.
Населення становить 78 осіб. Входить до складу муніципального утворення Присілок Михали.

## Історія
Від 2004 року входить до складу муніципального утворення Присілок Михали

## Населення
| 2002 | 2010 |
| ---- | ---- |
| 125  | ↘78  |